# Патон, Владимир Евгеньевич
Владимир Евгеньевич Пато́н (укр. Патон Володимир Євгенович; 5 (18) февраля 1917 — 28 февраля 1987) — советский учёный, заместитель начальника Исследовательского конструкторско-технологического бюро.

## Биография
Родился 5 (18 февраля) 1917 года в Киеве в семье Е. О. Патона и Натальи Викторовны Будде.
Окончил Уральский индустриальный институт имени С. М. Кирова в Свердловске. После окончания вплоть до ноября 1943 года работал на должности технолога на металлургическом заводе. До ноября 1943 года Владимир работал технологом на металлургическом заводе, куда его направили после окончания индустриального института в Свердловске, а затем перешел в институт отца. Специалист и изобретатель в области металлургии и сварки. Кандидат технических наук (1951), начальник отдела и зам. начальника ИКТБ ИЭС имени Е. О. Патона АН УССР (1943—1987). Разносторонняя личность, спортсмен, велосипедист, охотник, коллекционер альбомов по живописи.
Умер 28 февраля 1987 года. Похоронен в Киеве на Байковом кладбище.

## Награды и премии
- Сталинская премия третьей степени (1949) — за коренное усовершенствование методов строительства магистральных газопроводов
- Государственная премия УССР в области науки и техники (1972)
- заслуженный изобретатель УССР (1982)
- орден «Знак Почёта» (1976)
- орден Трудового Красного Знамени (1984)
- медали

## Патенты[3]
1. Механизм подачи электродной проволоки (№ 1428543)
2. Устройство для подачи электродной проволоки (№ 1388225)
3. Устройство для автоматической сварки под флюсом в потолочном положении (№ 1335395)
4. Устройство для подачи сварочной проволоки (№ 1263469)
5. Установка для сборки и сварки фланцев с обечайками (№ 1256902)
6. Установка для сборки и сварки ребристых плит (№ 1247218)
7. Устройство для автоматической сварки под флюсом в потолочном положении (№ 1232418)
8. Устройство для сварки неповоротных стыков труб (№ 1177109)
9. Устройство для сборки под сварку и сварки панелей с ребрами жесткости (№ 1156887)
10. Устройство для вварки криволинейных элементов в оболочковую конструкцию (№ 1127731)
11. Горелка для дуговой сварки плавящимся электродом (№ 1080939)
12. Способ изготовления сварных ребристых панелей (№ 1055615)
13. Устройство для сварки (№ 1004054)
14. Способ изготовления крупногабаритных плоских секций (№ 967742)
15. Устройство для подачи проволоки (№ 948571)
16. Способ автоматической дуговой сварки (№ 941052)
17. Устройство для автоматической сварки угловых швов (№ 912459)
18. Устройство для автоматической сварки (№ 893486)
19. Устройство для двухдуговой сварки (№ 872101)
20. Способ автоматической дуговой сварки швов с переменной шириной разделки кромок (№ 859071)
21. Устройство для импульснойподачи электродной проволоки (№ 799924)
22. Устройство для сварки (№ 799923)
23. Труба радиатора (№ 798429)
24. Устройство для сварки неповоротныхстыков труб (№ 795825)
25. Способ изготовления многослойных обечаек (№ 782921)
26. Поточная линия для изготовления сварных балок (№ 749607)
27. Трактор для дуговой сварки (№ 745625)
28. Устройство для сварки коллекторных пластин с выводами обмоток (№ 733906)
29. Устройство для сварки пересекающихся труб (№ 722711)
30. Устройство для сварки замкнутых криволинейных швов (№ 719842)
31. Магнитное устройство для перемещения тележек сварочных автоматов (№ 713674)
32. Устройство для автоматической электродуговой сварки таврового соединения с неограниченной высотой его стенки (№ 677858)
33. Поточная линия для сборки и сварки листов в полотнища (№ 647090)
34. Ходовой магнитный ролик (№ 647089)
35. Устройство для сварки криволинейных швов (№ 601103)
36. Устройство для сварки криволинейных поверхностей (№ 590118)
37. Аппарат для электрошлаковой сварки плавящимся мундштуком (№ 564127)
38. Устройство для (двухкоординатного) колебания электрода (№ 538853)
39. Устройство для корректировки положения мундштука в сварочном автомате (№ 529035)
40. Устройство для перемещения сварочного электрода (№ 523779)
41. Способ многодуговой сварки (№ 522013)
42. Устройство для дуговой полуавтома (№ 518296)
43. Способ соединения труб (№ 503681)
44. Установка для сварки коробчатых изделий с закругленными углами (№ 498141)
45. Способ формирования корпуса судна на плаву (№ 498131)
46. Устройство для подачи порошкообразного материала при сварке (№ 498121)
47. Устройство для подачи присадочной проволоки (№ 483210)
48. Аппарат для сварки (№ 481394)
49. Устройство для колебаний электрода (№ 473579)